# Бойро, Адама
Адама Бойро Бойро (исп. Adama Boiro Boiro; род. 22 июня 2002, Дакар) — испанский футболист, защитник клуба «Атлетик Бильбао».

## Клубная карьера
Бойро — воспитанник клубов «Сан Хорхе», «Ардои» и «Осасуна». В 2021 году он дебютировал за дублирующий состав последних. В 2024 году Бойро перешёл в «Атлетик Бильбао». 28 августа 2024 года в матче против «Валенсии» он дебютировал в Ла Лиге. 28 ноября в поединке Лиги Европы против шведского «Эльфсборга» Адама забил свой первый гол за «Атлетик Бильбао».